# Peer Schmidt (Historiker)
Peer Schmidt (* 29. April 1958 in Plöckendorf; † 26. Dezember 2009) war ein deutscher Historiker.
Peer Schmidt wuchs in Nürnberg auf. Er studierte Romanistik, Geschichte und Politikwissenschaft an verschiedenen deutschen Universitäten sowie in Sevilla. Im Jahr 1986 erlangte er den Magister artium an der Universität zu Köln. Er wurde 1989 bei Horst Pietschmann an der Universität Hamburg promoviert mit der Arbeit Die Privatisierung des Besitzes der Toten Hand in Spanien. Die Säkularisation unter König Karl IV. in Andalusien, 1798–1808.
Anschließend war er wissenschaftlicher Assistent von Hans-Joachim König an der Universität Eichstätt-Ingolstadt. Er habilitierte sich 1996 dort zum Thema Spanische Universalmonarchie oder ‚teutsche Libertet‘. Das spanische Imperium in der Propaganda des Dreißigjährigen Krieges.
Im Jahr 1999 wurde er Professor für Lateinamerikanische und Südwesteuropäische Geschichte an der Universität Erfurt. Von 2004 bis 2008 war er außerdem Direktor des Forschungszentrums Gotha für kultur- und sozialwissenschaftliche Studien. Er war Mitglied der Vereinigung für Verfassungsgeschichte.

## Schriften
- Desamortisationspolitik und staatliche Schuldentilgung in Hispanoamerika am Ende der Kolonialzeit. Zum Problem Staat und neue Besitzideologie in der iberischen Welt (= Forschungen zu Lateinamerika. Band 16). Breitenbach, Saarbrücken/Fort Lauderdale 1988, ISBN 3-88156-403-9.
- Die Privatisierung des Besitzes der Toten Hand in Spanien. Die Säkularisation unter König Karl IV. in Andalusien, 1798–1808 (= Vierteljahrschrift für Sozial- und Wirtschaftsgeschichte. Beiheft 90). Steiner, Stuttgart 1990, ISBN 3-515-05585-1 (zugleich Dissertation, Universität Hamburg 1989).
- Spanische Universalmonarchie oder ‚teutsche Libertet‘. Das spanische Imperium in der Propaganda des Dreißigjährigen Krieges (= Studien zur modernen Geschichte. Band 54). Steiner, Stuttgart 2001, ISBN 3-515-07833-9 (zugleich Habilitationsschrift, Universität Eichstätt-Ingolstadt 1996).